# Kortstaartmiervogel
De kortstaartmiervogel (Sipia berlepschi) is een zangvogel uit de familie Thamnophilidae (miervogels). Deze vogel is genoemd naar de Duitse ornitholoog Hans Graf von Berlepsch.

## Verspreiding en leefgebied
Deze soort komt voor van westelijk Colombia tot noordwestelijk Ecuador.

## Status
De grootte van de populatie is niet gekwantificeerd maar de soort wordt omschreven als vrij algemeen maar met een versnipperde verspreiding. Op de Rode lijst van de IUCN heeft deze soort de status niet bedreigd.